# 6e division (Reichswehr)

La 6e division (en allemand : 6. Division) est une des divisions d'infanterie de la Reichswehr de la République de Weimar dans la période entre-deux-guerres, disparue en octobre 1934.

## Création
Dans l'ordonnance du 31 juillet 1920 pour la réduction de l'armée (pour se conformer à la limite supérieure de la taille de l'armée contenues dans le traité de Versailles), il a été déterminé que, dans tous les Wehrkreis (district militaire), une division serait établi le 1er octobre 1920.
 
La 6e division a été créée en janvier 1921 à partir des Reichswehr-Brigaden 7 et 10, faisant tous partie de l'ancienne Übergangsheer (Armée de transition).
La Division se compose de:
- 3 régiments d'infanterie,
- un régiment d'artillerie,
- un bataillon du génie,
- un bataillon des transmissions,
- un bataillon de transport
- un bataillon médical.

L'unité a cessé d'exister en tant que tels, fin octobre 1934, et ses unités subordonnées ont été transférés à l'une des 21 divisions nouvellement créé cette année-là.

La 6. Infanterie-Division de la Wehrmacht est formée à Bielefeld le 1er octobre 1934 sous le nom de couverture de Infanterieführer VI, nom utilisé jusqu'au 15 octobre 1935. Les régiments d'infanterie ont été formés à partir du Infanterie-Regiment 16 de la 6. Division de la Reichswehr.

## Commandants
Le commandant de la Wehrkreis VI (Wehrkreiskommando) était en même temps le commandant de la 6e division.
| Grade                  | Nom                          | Début            | Fin               |
| ---------------------- | ---------------------------- | ---------------- | ----------------- |
| General der Infanterie | Friedrich von Lossberg       | 1er octobre 1920 | 1er janvier 1925  |
| General der Infanterie | Leopold Freiherr von Ledebur | 1er janvier 1925 | 28 février 1928   |
| General der Artillerie | Max Föhrenbach               | 1er mars 1928    | 1er mai 1931      |
| Generalleutnant        | Wolfgang Fleck               | 1er mai 1931     | 30 septembre 1934 |

## Garnisons
L'état-major de la Division est basé à Münster.

## Organisation

### Subordination
La 6e division est rattachée au Gruppenkommando 2 / Wehrkreiskommando VI

### Ordre de bataille
- Infanterieführer VI
  - 16.Infanterie-Regiment
  - 17.Infanterie-Regiment
  - 18.Infanterie-Regiment
- Artillerieführer VI
  - 6.(Preußisches) Artillerie-Regiment
- Pionier-Bataillon 6
- Nachrichten-Bataillon 6
- Kraftfahr-Abteilung 6
- Sanitäts-Abteilung 6

## Annexe